# Erik Nevland
Erik Nevland (Stavanger, 10 november 1977) is een Noors voormalig voetballer. Hij begon zijn loopbaan bij Viking FK waar hij zo opviel dat hij twee jaar later door Manchester United FC werd ingelijfd.

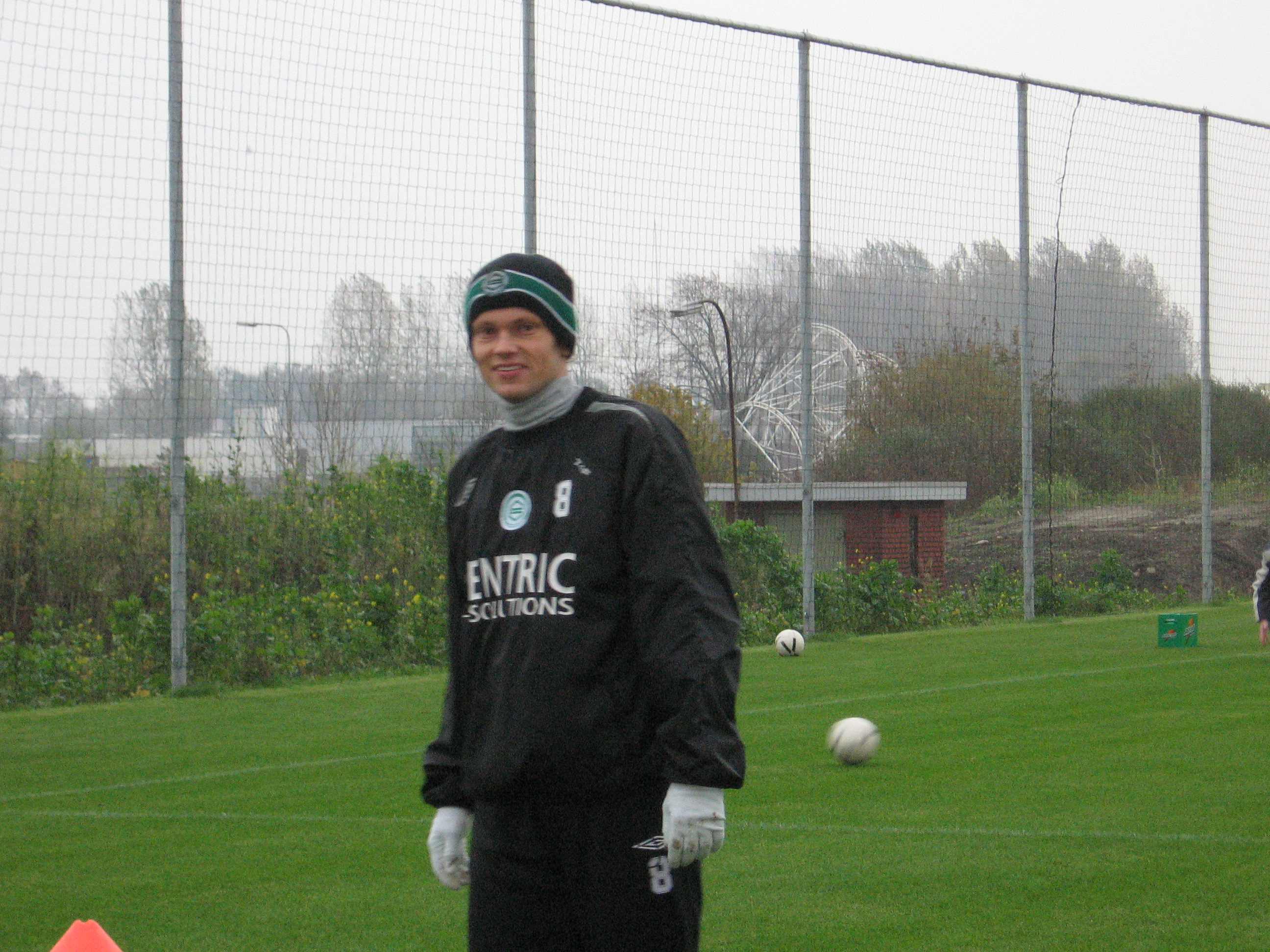
Nevland bij FC Groningen op TCN

In twee seizoenen op Old Trafford kwam hij slechts eenmaal in actie, mede door blessures en concurrentie van andere grote spitsen die er toen voetbalden. Hij werd voor een seizoen verhuurd aan IFK Göteborg waar hij vier wedstrijden voetbalde. Daarna ging hij nog voor een seizoen terug naar Manchester United, maar daar speelde hij alleen nog maar bij het tweede elftal.
Hij ging weer terug naar zijn oude club Viking FK waar hij geen blessures kende en weer regelmatig scoorde: in vijf jaar scoorde hij 56 doelpunten. Door zijn trefzekerheid en zijn goede vorm verdiende hij een transfer naar FC Groningen.
Nevland was een van de revelaties van het seizoen 2004/2005. Hij scoorde 16 keer in 20 wedstrijden. Hiermee was hij niet de absolute topscorer - dat was Dirk Kuijt -, maar procentueel gezien de speler met het beste doelpuntengemiddelde. Hij eindigde op de vijfde plaats in de topscorerslijst van het seizoen met 16 doelpunten.
In het tweede seizoen voor FC Groningen bleek het scoringsvermogen van de Noorse spits echter niet structureel; tot halverwege het seizoen 2005/2006 maakte Nevland in acht wedstrijden één doelpunt. Na een wedstrijd tegen Roda JC leek hij de oude vorm echter weer te pakken te krijgen. Door zijn spel bij Groningen werd hij na jaren ook weer geselecteerd voor het Noorse elftal. Zijn populariteit in Groningen leverde hem in 2007 de eretitel Groninger van het Jaar op, georganiseerd door RTV Noord.
Nevland zal voor altijd in de boeken blijven staan als de eerste doelpuntenmaker in een officiële wedstrijd van FC Groningen in het nieuwe stadion Euroborg. Nevland was het boegbeeld van FC Groningen, door zijn enorme strijd en vechtlust werd hij publiekslieveling van de club uit het noorden.
Nevland werd op 28 januari 2008 voor een bedrag voor 2,5 miljoen euro verkocht aan de Britse Premier League club Fulham FC. Aangezien Fulham niet degradeerde, ontving FC Groningen nog eens 500.000 euro van Fulham. Voormalig Fulham FC-coach Roy Hodgson had Nevland graag bij Fulham gehouden. Maar Nevland koos ervoor om terug te gaan naar Noorwegen waar hij vanaf 1 juli 2010 wederom bij Viking FK ging voetballen.
Op 21 november 2012 nam Erik Nevland afscheid van het betaalde voetbal. Op 20 december 2012 kwam hij naar Groningen om daar nogmaals afscheid te nemen van het publiek in de Euroborg.

## Interlandcarrière
Nevland nam in 1998 met Jong Noorwegen deel aan de EK-eindronde U21 in Roemenië. Daar eindigde de ploeg onder leiding van bondscoach Nils Johan Semb op de derde plaats na een 2-0-overwinning in de troostfinale op Nederland.

## Clubstatistieken
| Seizoen                  | Club                     | Land                     | Duels | Goals |
| ------------------------ | ------------------------ | ------------------------ | ----- | ----- |
| 1996                     | Viking FK                | Vlag van Noorwegen       | 1     | 0     |
| 1997                     | Viking FK                | Vlag van Noorwegen       | 13    | 5     |
| 1997/1998                | Manchester United FC     | Vlag van Engeland        | 1     | 0     |
| 1998                     | → Viking FK              | Vlag van Noorwegen       | 8     | 3     |
| 1998/1999                | Manchester United FC     | Vlag van Engeland        | 0     | 0     |
| 1999                     | → IFK Göteborg           | Vlag van Zweden          | 4     | 0     |
| 1999/2000                | Manchester United FC     | Vlag van Engeland        | 0     | 0     |
| 2000                     | Viking FK                | Vlag van Noorwegen       | 20    | 13    |
| 2001                     | Viking FK                | Vlag van Noorwegen       | 25    | 14    |
| 2002                     | Viking FK                | Vlag van Noorwegen       | 20    | 10    |
| 2003                     | Viking FK                | Vlag van Noorwegen       | 25    | 11    |
| 2004                     | Viking FK                | Vlag van Noorwegen       | 23    | 6     |
| 2004/2005                | FC Groningen             | Vlag van Nederland       | 20    | 16    |
| 2005/2006                | FC Groningen             | Vlag van Nederland       | 29    | 8     |
| 2006/2007                | FC Groningen             | Vlag van Nederland       | 31    | 13    |
| 2007/2008                | FC Groningen             | Vlag van Nederland       | 15    | 6     |
| 2007/2008                | Fulham                   | Vlag van Engeland        | 8     | 2     |
| 2008/2009                | Fulham                   | Vlag van Engeland        | 21    | 4     |
| 2009/2010                | Fulham                   | Vlag van Engeland        | 23    | 3     |
| 2010                     | Viking FK                | Vlag van Noorwegen       | 12    | 6     |
| 2011                     | Viking FK                | Vlag van Noorwegen       | 25    | 13    |
| Totaal:                  | Totaal:                  | Totaal:                  | 323   | 134   |
| Gemiddeld per wedstrijd: | Gemiddeld per wedstrijd: | Gemiddeld per wedstrijd: |       | 0,393 |

## Erelijst
Viking FK
- Noorse beker

2001